# Lista de conquistas na carreira de Felipe Massa
A Lista de conquistas na carreira de Felipe Massa contém as marcas alcançadas pelo piloto brasileiro em sua trajetória no automobilismo.

## Fórmula 1

### Vitórias
| #  | Temporada | Equipe  | Grande Prêmio | Posição de largada | Circuito/Autódromo              | Ref.   |
| -- | --------- | ------- | ------------- | ------------------ | ------------------------------- | ------ |
| 1  | 2006      | Ferrari | Turquia       | 01º                | Circuito de Istambul            | [ 1 ]  |
| 2  | 2006      | Ferrari | Brasil        | 01º                | Autódromo de Interlagos         | [ 2 ]  |
| 3  | 2007      | Ferrari | Barém         | 01º                | Circuito Internacional do Barém | [ 3 ]  |
| 4  | 2007      | Ferrari | Espanha       | 01º                | Circuito da Catalunha           | [ 4 ]  |
| 5  | 2007      | Ferrari | Turquia       | 01º                | Circuito de Istambul            | [ 5 ]  |
| 6  | 2008      | Ferrari | Barém         | 02º                | Circuito Internacional do Barém | [ 6 ]  |
| 7  | 2008      | Ferrari | Turquia       | 01º                | Circuito de Istambul            | [ 7 ]  |
| 8  | 2008      | Ferrari | França        | 02º                | Circuito de Magny-Cours         | [ 8 ]  |
| 9  | 2008      | Ferrari | Europa        | 01º                | Circuito Urbano de Valência     | [ 9 ]  |
| 10 | 2008      | Ferrari | Bélgica       | 02º                | Spa-Francorchamps               | [ 10 ] |
| 11 | 2008      | Ferrari | Brasil        | 01º                | Autódromo de Interlagos         | [ 11 ] |

### Pódios (sem vitórias)
- A sessão de pódios não inclui as vitórias para não ocasionar repetição, visto que já há uma lista de vitórias neste artigo.

| #  | Temporada | Equipe   | Grande Prêmio  | Colocação na corrida | Posição de largada | Circuito/Autódromo               | Ref.   |
| -- | --------- | -------- | -------------- | -------------------- | ------------------ | -------------------------------- | ------ |
| 1  | 2006      | Ferrari  | Europa         | 03º                  | 03º                | Nürburgring                      | [ 12 ] |
| 2  | 2006      | Ferrari  | Estados Unidos | 02º                  | 02º                | Indianapolis Motor Speedway      | [ 13 ] |
| 3  | 2006      | Ferrari  | França         | 03º                  | 02º                | Circuito de Magny-Cours          | [ 14 ] |
| 4  | 2006      | Ferrari  | Alemanha       | 02º                  | 03º                | Hockenheimring                   | [ 15 ] |
| 5  | 2006      | Ferrari  | Japão          | 02º                  | 01º                | Circuito de Suzuka               | [ 16 ] |
| 6  | 2007      | Ferrari  | Mônaco         | 03º                  | 03º                | Circuito de Mônaco               | [ 17 ] |
| 7  | 2007      | Ferrari  | Estados Unidos | 03º                  | 03º                | Indianapolis Motor Speedway      | [ 18 ] |
| 8  | 2007      | Ferrari  | França         | 02º                  | 01º                | Circuito de Magny-Cours          | [ 19 ] |
| 9  | 2007      | Ferrari  | Europa         | 02º                  | 03º                | Nürburgring                      | [ 20 ] |
| 10 | 2007      | Ferrari  | Bélgica        | 02º                  | 02º                | Spa-Francorchamps                | [ 21 ] |
| 11 | 2007      | Ferrari  | China          | 03º                  | 03º                | Circuito Internacional de Xangai | [ 22 ] |
| 12 | 2007      | Ferrari  | Brasil         | 02º                  | 01º                | Autódromo de Interlagos          | [ 23 ] |
| 13 | 2008      | Ferrari  | Espanha        | 02º                  | 03º                | Circuito da Catalunha            | [ 24 ] |
| 14 | 2008      | Ferrari  | Mônaco         | 03º                  | 01º                | Circuito de Mônaco               | [ 25 ] |
| 15 | 2008      | Ferrari  | Alemanha       | 03º                  | 02º                | Hockenheimring                   | [ 26 ] |
| 16 | 2008      | Ferrari  | China          | 02º                  | 03º                | Circuito Internacional de Xangai | [ 27 ] |
| 17 | 2009      | Ferrari  | Alemanha       | 03º                  | 08º                | Nürburgring                      | [ 28 ] |
| 18 | 2010      | Ferrari  | Barém          | 02º                  | 02º                | Circuito Internacional do Barém  | [ 29 ] |
| 19 | 2010      | Ferrari  | Austrália      | 03º                  | 05º                | Circuito de Albert Park          | [ 30 ] |
| 20 | 2010      | Ferrari  | Alemanha       | 02º                  | 03º                | Circuito de Hockenheim           | [ 31 ] |
| 21 | 2010      | Ferrari  | Itália         | 03º                  | 03º                | Circuito de Monza                | [ 32 ] |
| 22 | 2014      | Williams | Itália         | 03º                  | 04º                | Circuito de Monza                | [ 33 ] |
| 23 | 2014      | Williams | Brasil         | 03º                  | 03º                | Autódromo de Interlagos          | [ 34 ] |
| 24 | 2014      | Williams | Abu Dhabi      | 02º                  | 04º                | Circuito de Yas Marina           | [ 35 ] |
| 25 | 2015      | Williams | Áustria        | 03°                  | 04º                | Red Bull Ring                    | [ 36 ] |
| 26 | 2015      | Williams | Itália         | 03°                  | 05º                | Circuito de Monza                | [ 37 ] |

### Pole positions
(legenda)
| #  | Temporada | Equipe   | Grande Prêmio | Tempo da pole | Colocação na corrida | Circuito/Autódromo               | Ref.   |
| -- | --------- | -------- | ------------- | ------------- | -------------------- | -------------------------------- | ------ |
| 1  | 2006      | Ferrari  | Turquia       | 1:26.907      | 01º                  | Circuito de Istambul             | [ 1 ]  |
| 2  | 2006      | Ferrari  | Japão         | 1:29.599      | 02º                  | Circuito de Suzuka               | [ 38 ] |
| 3  | 2006      | Ferrari  | Brasil        | 1:10.680      | 01º                  | Autódromo de Interlagos          | [ 2 ]  |
| 4  | 2007      | Ferrari  | Malásia       | 1:35.043      | 05º                  | Circuito Internacional de Sepang | [ 39 ] |
| 5  | 2007      | Ferrari  | Barém         | 1:32.652      | 01º                  | Circuito Internacional do Barém  | [ 3 ]  |
| 6  | 2007      | Ferrari  | Espanha       | 1:21.421      | 01º                  | Circuito da Catalunha            | [ 4 ]  |
| 7  | 2007      | Ferrari  | França        | 1:15.034      | 02º                  | Circuito de Magny-Cours          | [ 40 ] |
| 8  | 2007      | Ferrari  | Turquia       | 1:27.329      | 01º                  | Circuito de Istambul             | [ 5 ]  |
| 9  | 2007      | Ferrari  | Brasil        | 1:11.931      | 02º                  | Autódromo de Interlagos          | [ 41 ] |
| 10 | 2008      | Ferrari  | Malásia       | 1:35.748      | Ret                  | Circuito Internacional de Sepang | [ 42 ] |
| 11 | 2008      | Ferrari  | Turquia       | 1:27.617      | 01º                  | Circuito de Istambul             | [ 7 ]  |
| 12 | 2008      | Ferrari  | Mônaco        | 1:15.787      | 03º                  | Circuito de Monte Carlo          | [ 43 ] |
| 13 | 2008      | Ferrari  | Europa        | 1:38.989      | 01º                  | Circuito Urbano de Valência      | [ 44 ] |
| 14 | 2008      | Ferrari  | Singapura     | 1:44.801      | 13º                  | Circuito Urbano de Marina Bay    | [ 45 ] |
| 15 | 2008      | Ferrari  | Brasil        | 1:12.368      | 01º                  | Autódromo de Interlagos          | [ 46 ] |
| 16 | 2014      | Williams | Áustria       | 1:08.759      | 04º                  | Red Bull Ring                    | [ 47 ] |